# إيمكه فيرفيت
إيمكه فيرفيت (من مواليد 11 أبريل 1993) هي لاعبة ألعاب قوى بلجيكية. تنافست في دورة الألعاب الأولمبية الصيفية 2020 ودورة الألعاب الأولمبية الصيفية 2024، شاركت في سباق 200 متر وضمن فريق السيدات البلجيكي 4 × 400 متر وفريق التتابع المختلط 4 × 400 متر. كما شاركت في العديد من بطولات العالم وأوروبا لألعاب القوى، داخل الصالات وخارجها، بشكل فردي وكعضو في فرق التتابع 4 × 400 متر. حصلت على لقب بطلة وطنية في سباق 200 متر للسيدات في أعوام 2019 ،2020 ،2021، 2024.